# Narvel Felts
 (septembre 2019).
Si vous disposez d'ouvrages ou d'articles de référence ou si vous connaissez des sites web de qualité traitant du thème abordé ici, merci de compléter l'article en donnant les références utiles à sa vérifiabilité et en les liant à la section « Notes et références ».
Narvel Albert Felts né le 11 novembre 1938, près de Keiser, dans l'Arkansas, est un chanteur américain de musique country. Il enregistre pour Mercury, Groove, Cinnamon, Dot, ABC et Hi de Memphis aussi bien du Rockabilly que du Country avec cependant une préférence pour ce dernier.

## Carrière
Il habite le Missouri à partir de 1953. Il chante « Baby Let’s Play House » et « Blue Suede Shoes » lors d'un crochet, ce qui lui vaut une place au sein des Rhythm And Blues Boys de Jerry Mercer en juillet 1956. Il prend la tête du groupe en juillet 1956, rebaptisé Narvel Felts & The Rockets. Il sera l'invité d'une émission radio de KDEX à Dexter dans le Missouri où il produira régulièrement un show. En 1973 Narvel Felts rejoindra le label Cinnamon Records où le titre Drift Away (Country) obtiendra la 8e place dans les charts aux États-Unis. En 1976 il est élu comme le 7e meilleur artiste de Country de l’année. Mais les choses ne furent pas aussi faciles au début. Recommandé par Roy Orbison, il auditionne pour Sun, mais les choses traînent et, toujours grâce à Roy, il cherche ailleurs chez Mercury (à l’instar de Conway Twitty). Narvel Felts deviendra également une grande star du Country and Western dans les années soixante-dix. Plusieurs titres country deviendront célèbres, comme All In The Name of Love (# 13), Reconsider Me en 1975 (#2), Funny How Time Slips Away (# 12), Somebody Holm Me (# 10), etc. Lonely Teardrops de Jacky Wilson sera repris par Narvelt Felts  en 1976 et obtiendra la 5e place dans les charts aux États-Unis.
En 1974, Dolly Parton qui l‘avait entendu sur son auto-radio fera la confidence suivante : « lorsque j’ai entendu cette voix incrédule depuis ma voiture, je n’en croyais pas mes oreilles. Il est maintenant l’un de mes favoris ». En 1988, Jerry Lee Lewis dira de lui : « Narvel est l'un des plus grands chanteurs dans le monde ». Charlie Feathers en 1990 dira à peu près la même chose. En 1992 George Albert, éditeur en chef de Cashbox soutiendra la phrase suivante : « je n’ai jamais entendu un personnage aussi talentueux depuis les 50 dernières années ».

## Discographie

### Albums
| Année | Album                        | US Country | Label    |
| ----- | ---------------------------- | ---------- | -------- |
| 1973  | Drift Away                   | 30         | Cinnamon |
| 1974  | When Your Good Love Was Mine | 41         | Cinnamon |
| 1975  | Narvel Felts                 | 4          | ABC/Dot  |
| 1975  | Greatest Hits Vol. 1         | 20         | ABC/Dot  |
| 1976  | Narvel the Marvel            | 10         | ABC/Dot  |
| 1976  | Doin' What I Feel            | 26         | ABC/Dot  |
| 1977  | The Touch of Felts           | 30         | ABC/Dot  |
| 1977  | Narvel                       |            | ABC/Dot  |
| 1978  | Inside Love                  |            | ABC      |
| 1979  | One Run for the Roses        | 49         | ABC      |

### Singles
| Year | Single                                         | Chart Positions | Chart Positions | Album                        |
| Year | Single                                         | US Country      | US              | Album                        |
| ---- | ---------------------------------------------- | --------------- | --------------- | ---------------------------- |
| 1957 | « Foolish Thoughts »                           |                 |                 | singles only                 |
| 1957 | « Cry, Baby, Cry »                             |                 |                 | singles only                 |
| 1958 | « Rocket Ride »                                |                 |                 | singles only                 |
| 1958 | « Rocket Ride Stroll »                         |                 |                 | singles only                 |
| 1958 | « Vada Lou »                                   |                 |                 | singles only                 |
| 1959 | « Cutie Baby »                                 |                 |                 | singles only                 |
| 1960 | « Honey Love »                                 |                 | 90              | singles only                 |
| 1960 | « Tony »                                       |                 |                 | singles only                 |
| 1960 | « 3000 Miles »                                 |                 |                 | singles only                 |
| 1962 | « Little Miss Blue »                           |                 |                 | singles only                 |
| 1962 | « Lovelight Man »                              |                 |                 | singles only                 |
| 1963 | « Mountain of Love »                           |                 |                 | singles only                 |
| 1964 | « Four Seasons of Life »                       |                 |                 | singles only                 |
| 1965 | « You Were Mine »                              |                 |                 | singles only                 |
| 1965 | « Night Creature »                             |                 |                 | singles only                 |
| 1965 | « Your True Love »                             |                 |                 | singles only                 |
| 1966 | « Girl Come Back »                             |                 |                 | singles only                 |
| 1966 | « I'd Trade All of My Tomorrows »              |                 |                 | singles only                 |
| 1967 | « 86 Miles »                                   |                 |                 | singles only                 |
| 1967 | « Don't Let Me Cross Over »                    |                 |                 | singles only                 |
| 1968 | « Dee Dee »                                    |                 |                 | singles only                 |
| 1968 | « Since I Met You Baby »                       |                 |                 | singles only                 |
| 1973 | « Rockin' Little Angel »                       |                 |                 | Drift Away                   |
| 1973 | « Drift Away »                                 | 8               |                 | Drift Away                   |
| 1973 | « All in the Name of Love »                    | 13              |                 | Drift Away                   |
| 1974 | « When Your Good Love Was Mine »               | 14              |                 | When Your Good Love Was Mine |
| 1974 | « Until the End of Time » (w/ Sharon Vaughn)   | 39              |                 | single only                  |
| 1974 | « I Want to Stay »                             | 26              |                 | Greatest Hits Vol. 1         |
| 1974 | « Raindrops »                                  | 33              |                 | Greatest Hits Vol. 1         |
| 1975 | « Reconsider Me »                              | 2               | 67              | Narvel Felts                 |
| 1975 | « Funny How Time Slips Away »                  | 12              |                 | Narvel Felts                 |
| 1975 | « Somebody Hold Me (Until She Passes By) »     | 10              |                 | Narvel the Marvel            |
| 1976 | « Lonely Teardrops »                           | 5               | 62              | Narvel the Marvel            |
| 1976 | « My Prayer »                                  | 14              |                 | Doin' What I Feel            |
| 1976 | « My Good Thing's Gone »                       | 20              |                 | Doin' What I Feel            |
| 1977 | « The Feeling's Right »                        | 19              |                 | The Touch of Felts           |
| 1977 | « I Don't Hurt Anymore »                       | 37              |                 | The Touch of Felts           |
| 1977 | « To Love Somebody »                           | 22              |                 | Narvel                       |
| 1977 | « Please »                                     | 34              |                 | Narvel                       |
| 1978 | « Blue Darlin' »                               | flip            |                 | Narvel                       |
| 1978 | « Runaway »                                    | 30              |                 | Narvel                       |
| 1978 | « Just Keep It Up »                            | 31              |                 | Inside Love                  |
| 1978 | « One Run for the Roses »                      | 26              |                 | One Run for the Roses        |
| 1979 | « Everlasting Love »                           | 14              |                 | One Run for the Roses        |
| 1979 | « Moment by Moment »                           | 43              |                 | singles only                 |
| 1979 | « Tower of Strength »                          | 33              |                 | singles only                 |
| 1979 | « Because of Losing You »                      | 73              |                 | singles only                 |
| 1981 | « Louisiana Lonely »                           | 67              |                 | singles only                 |
| 1981 | « Fire in the Night »                          | 84              |                 | singles only                 |
| 1982 | « I'd Love You to Want Me »                    | 58              |                 | singles only                 |
| 1982 | « Sweet Southern Moonlight »                   | 84              |                 | singles only                 |
| 1982 | « Roll Over Beethoven »                        | 64              |                 | singles only                 |
| 1982 | « Smoke Gets in Your Eyes »                    | 84              |                 | singles only                 |
| 1982 | « You're the Reason »                          | 82              |                 | singles only                 |
| 1983 | « Cry Baby »                                   | 52              |                 | singles only                 |
| 1983 | « Anytime You're Ready »                       | 79              |                 | singles only                 |
| 1983 | « Fool »                                       | 52              |                 | singles only                 |
| 1984 | « You Lay So Easy on My Mind »                 | 70              |                 | singles only                 |
| 1984 | « Let's Live This Dream Together »             | 53              |                 | singles only                 |
| 1984 | « I'm Glad You Couldn't Sleep Last Night »     | 63              |                 | singles only                 |
| 1985 | « Hey Lady »                                   | 51              |                 | singles only                 |
| 1985 | « If It Was Any Better (I Couldn't Stand It) » | 68              |                 | singles only                 |
| 1985 | « Out of Sight Out of Mind »                   | 71              |                 | singles only                 |
| 1986 | « Rockin' My Angel »                           | 70              |                 | singles only                 |
| 1987 | « When a Man Loves a Woman »                   | 60              |                 | singles only                 |
| 1988 | « I Need Somebody Bad »                        |                 |                 | singles only                 |